# Audi Typ C

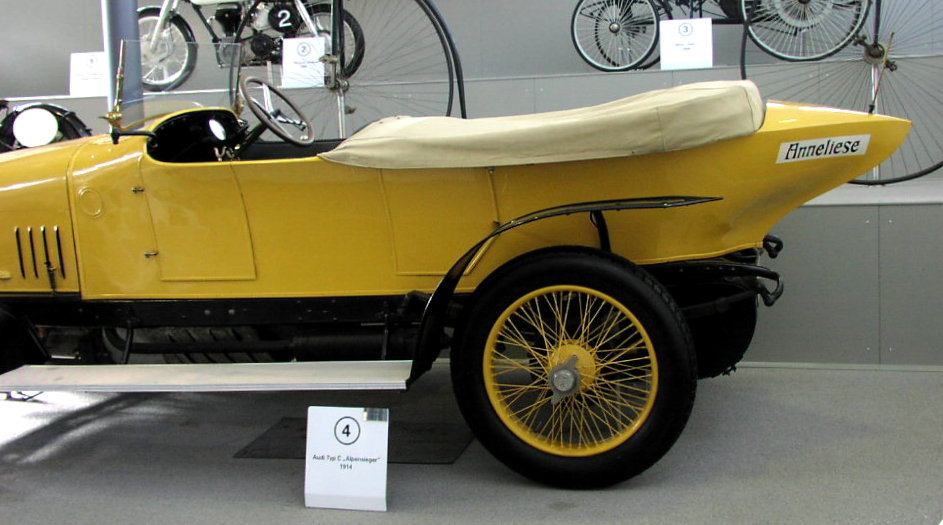
„Anneliese“ im Verkehrsmuseum München

Der Audi Typ C, auch 14/35 PS genannt, war ein Pkw der Mittelklasse, den die Audi Automobilwerke GmbH Zwickau 1912 zusätzlich zum kleineren Typ B herausbrachten.
Das Fahrzeug hatte einen vorne eingebauten Vierzylinder-Reihenmotor mit paarweise gegossenen Zylindern mit insgesamt 3,6 Litern Hubraum. Er leistete 35 PS (25,7 kW) bei 1700/min. Über ein Viergang-Vorgelege-Getriebe und eine Kardanwelle trieb er die Hinterräder an. Der Wagen hatte einen Leiterrahmen und zwei blattgefederte Starrachsen. Er wurde als viersitziger Tourenwagen gebaut.
Leistungsgesteigerte Modelle mit 40 PS (29,4 kW) Motorleistung erzielten bei den österreichischen Alpenrennen 1912 bis 1914 gute Erfolge. Daher wurde das Modell in der Werbung auch „Alpensieger“ genannt. 1921 wurde die Produktion nach 1450 Stück eingestellt.

## Technische Daten
| C „Alpensieger“ (14/35 PS) | C „Alpensieger“ (14/35 PS)             |
| -------------------------- | -------------------------------------- |
| Baujahre                   | 1912–1921                              |
| Aufbauten                  | T4                                     |
| Motor                      | Reihen-Vierzylinder-Viertakt-Ottomotor |
| Ventilsteuerung            | IOE-Ventilsteuerung (gegengesteuert)   |
| Bohrung × Hub              | 90 mm × 140 mm                         |
| Hubraum                    | 3564 cm³                               |
| Nennleistung               | 35–40 PS (25,7–29,4 kW)                |
| Höchstgeschwindigkeit      | 90–100 km/h                            |
| Leergewicht                | 920 kg                                 |
| Radstand                   | 2900–3200 mm                           |
| Spur vorn/hinten           | 1300 mm/1300 mm                        |

- T4 = 4-sitziger Tourenwagen